# 전자랜드배 왕중왕전
전자랜드배 왕중왕전은 한국경제신문과 바둑TV, 사이버오로가 공동주최하고 전자랜드가 후원하며 한국기원이 주관하는 대한민국의 바둑 기전이다. 2008년 5기를 끝으로 잠정 중단되었다가 2021년 재개되었다.

## 대국규정
- 청룡(만 25세이하),백호(만 50세이하),봉황(만 51세이상) 등 각 부문별로 최강자를 가린 뒤 컷오프(예선)를 통과한 기사들끼리 왕중왕전을 가진다.
- 2회 대회부터 여자부인 주작부가 신설되었다.
- 제한시간 각자 10분, 40초 초읽기 3회
- 덤 6집반
- 6회 대회부터 이붕배와 동일하게 신예기사들만이 출전하는 것으로 변경되었고 결승은 단판승부다.

## 역대 우승자
| 회수 | 연도 | 우승   | 전적  | 준우승 |
| ---- | ---- | ------ | ----- | ------ |
| 1    | 2004 | 김성룡 | 2 - 1 | 김주호 |
| 2    | 2005 | 이창호 | 2 - 0 | 최철한 |
| 3    | 2006 | 이창호 | 2 - 0 | 박정상 |
| 4    | 2007 | 강동윤 | 2 - 1 | 이창호 |
| 5    | 2008 | 이창호 | 2 - 0 | 목진석 |
| 6    | 2021 | 조완규 | 1 - 0 | 금지우 |